# Saschiz
Saschiz (deutsch Keisd, siebenbürgisch-sächsisch Kaisst, ungarisch Szászkézd) ist eine Gemeinde im Kreis Mureș in der Region Siebenbürgen in Rumänien.

## Geographische Lage

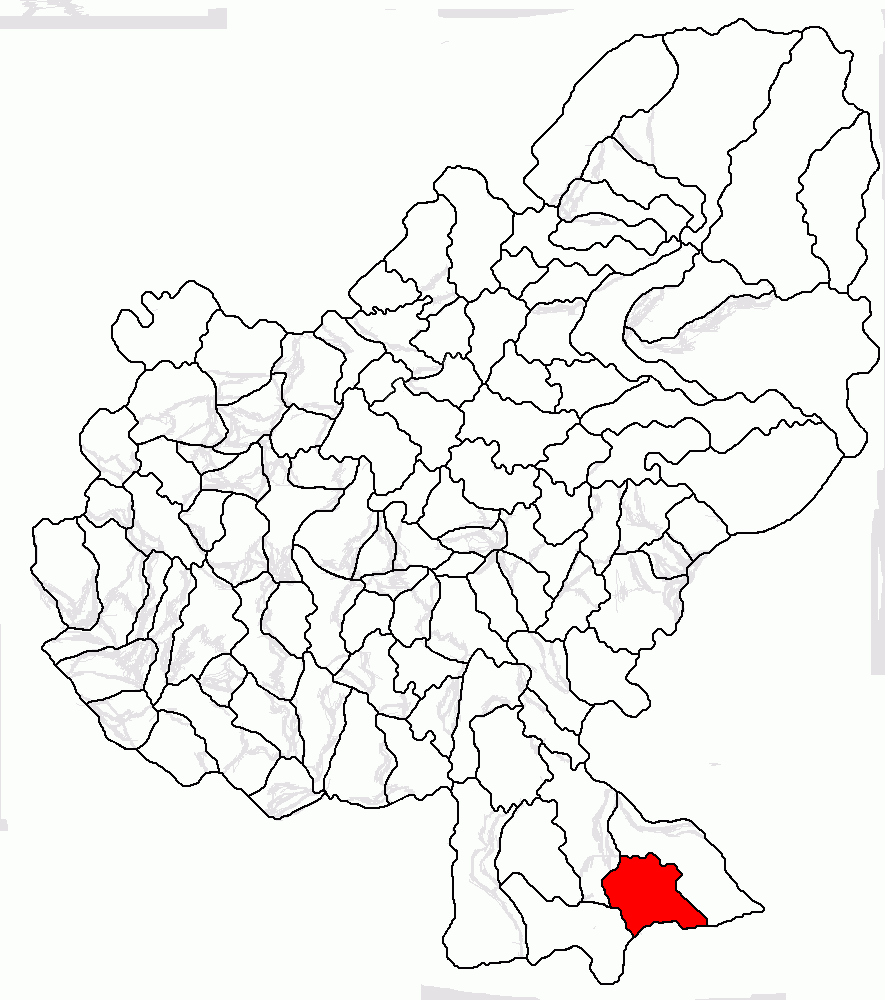
Lage von Saschiz im Kreis Mureș

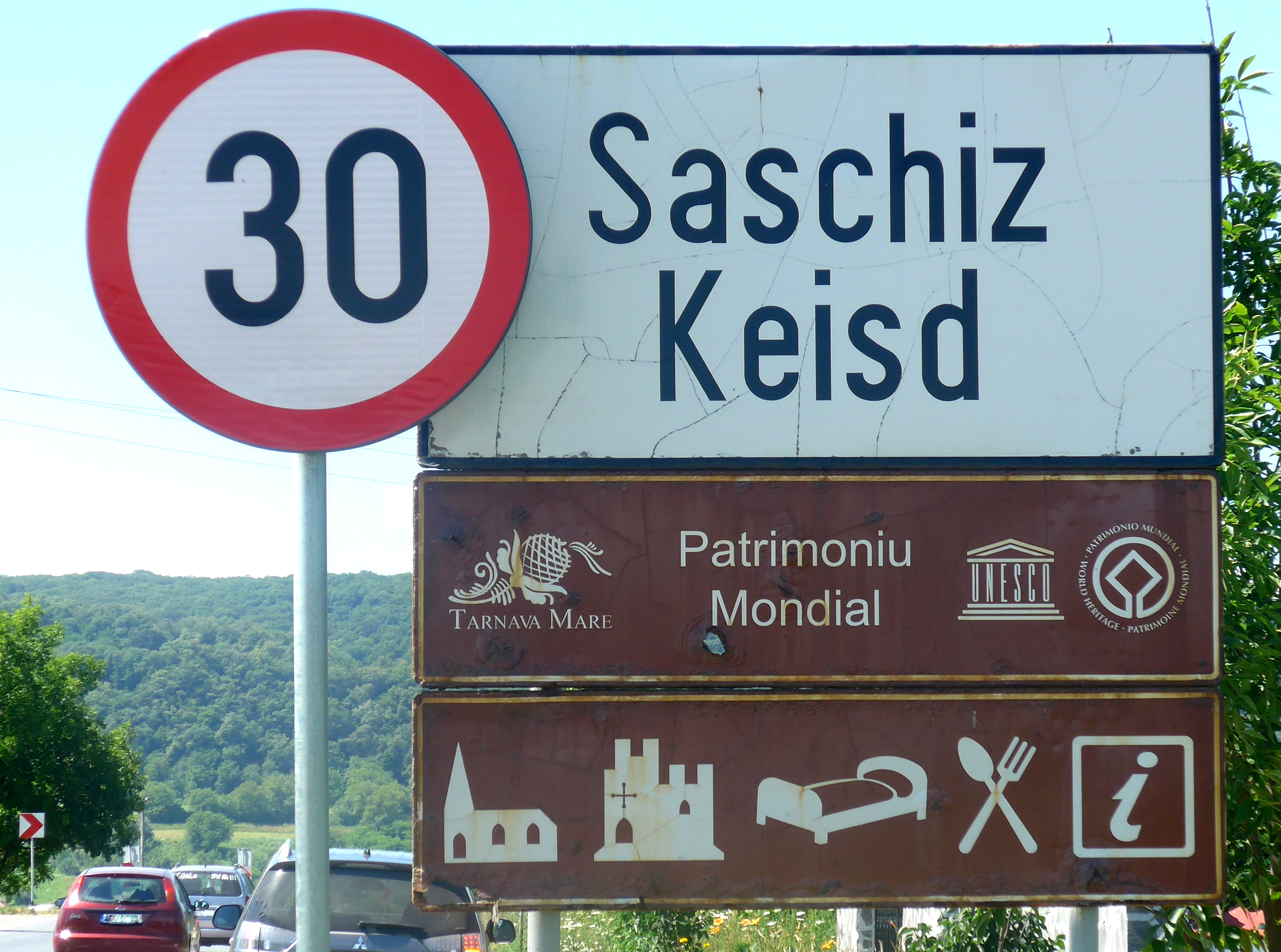
Amtliches zweisprachiges Ortseingangsschild mit der rumänischen und deutschen Ortsbezeichnung

Die Gemeinde Saschiz liegt im  Kokel-Hochland (Podișul Târnavelor), etwa im Süden des Siebenbürgischen Beckens im Süden des Kreises Mureș. Am gleichnamigen Bach und der Europastraße 60 gelegen, befindet sich der Ort Saschiz etwa 20 Kilometer östlich der Kleinstadt Sighișoara (Schäßburg); die Kreishauptstadt Târgu Mureș (Neumarkt am Mieresch) befindet sich etwa 70 Kilometer nordwestlich von Saschiz.
Saschiz hat keinen Bahnhof. Der nächstgelegene befindet sich in Vânători, etwa 10 Kilometer nördlich, an der Bahnstrecke Teiuș–Brașov.

## Geschichte
Keisd wurde als eine Primärsiedlung des Repser Stuhls während der ersten Ansiedlungswelle auf Königsboden wohl bereits im 12. Jahrhundert von deutschen Siedlern (Siebenbürger Sachsen) gegründet. Urkundlich wurde der Ort 1309 erstmals erwähnt.
Tischlereien und Holzfärbereien waren die am weitesten verbreiteten Handwerksbetriebe.

## Sehenswürdigkeiten
- Im Zentrum des Ortes steht die im gotischen Stil gebaute evangelische Kirche aus dem Jahr 1496.
- Die Keisder Burg – eine Bauernburg – auf einem Hügel südwestlich der Ortschaft, die zwischen dem 14. und 15. Jahrhundert von den sächsischen Einwohnern erbaut wurde. Auf einer Steininschrift ist die Jahreszahl 1343 verzeichnet. Die Mauern der Anlage sind 7–9 Meter hoch, sie hatte sechs Türme und einen 57 Meter tiefen Burgbrunnen, der heute nur noch ca. 10 bis 12 m tief ist.

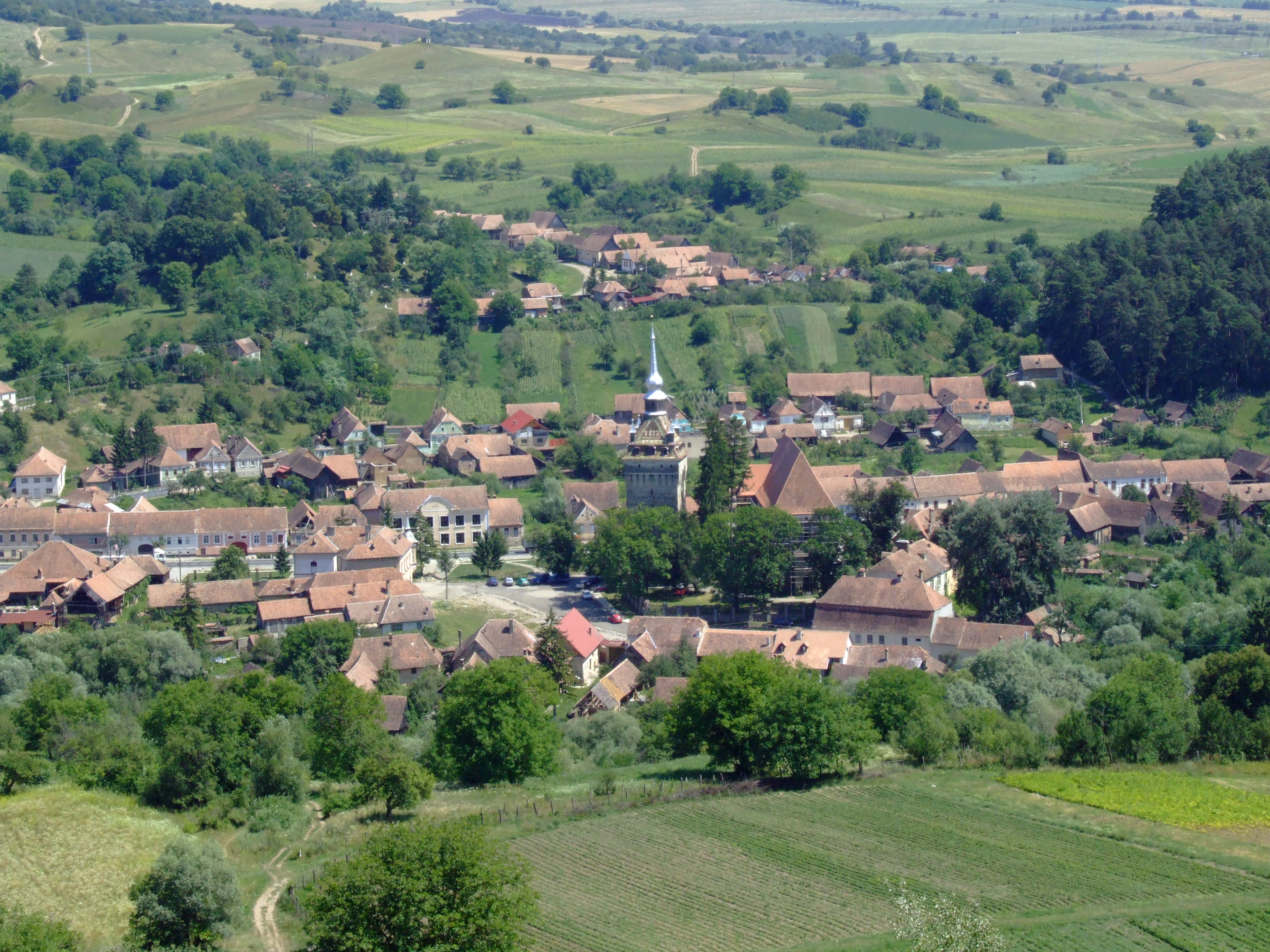
Blick auf Saschiz
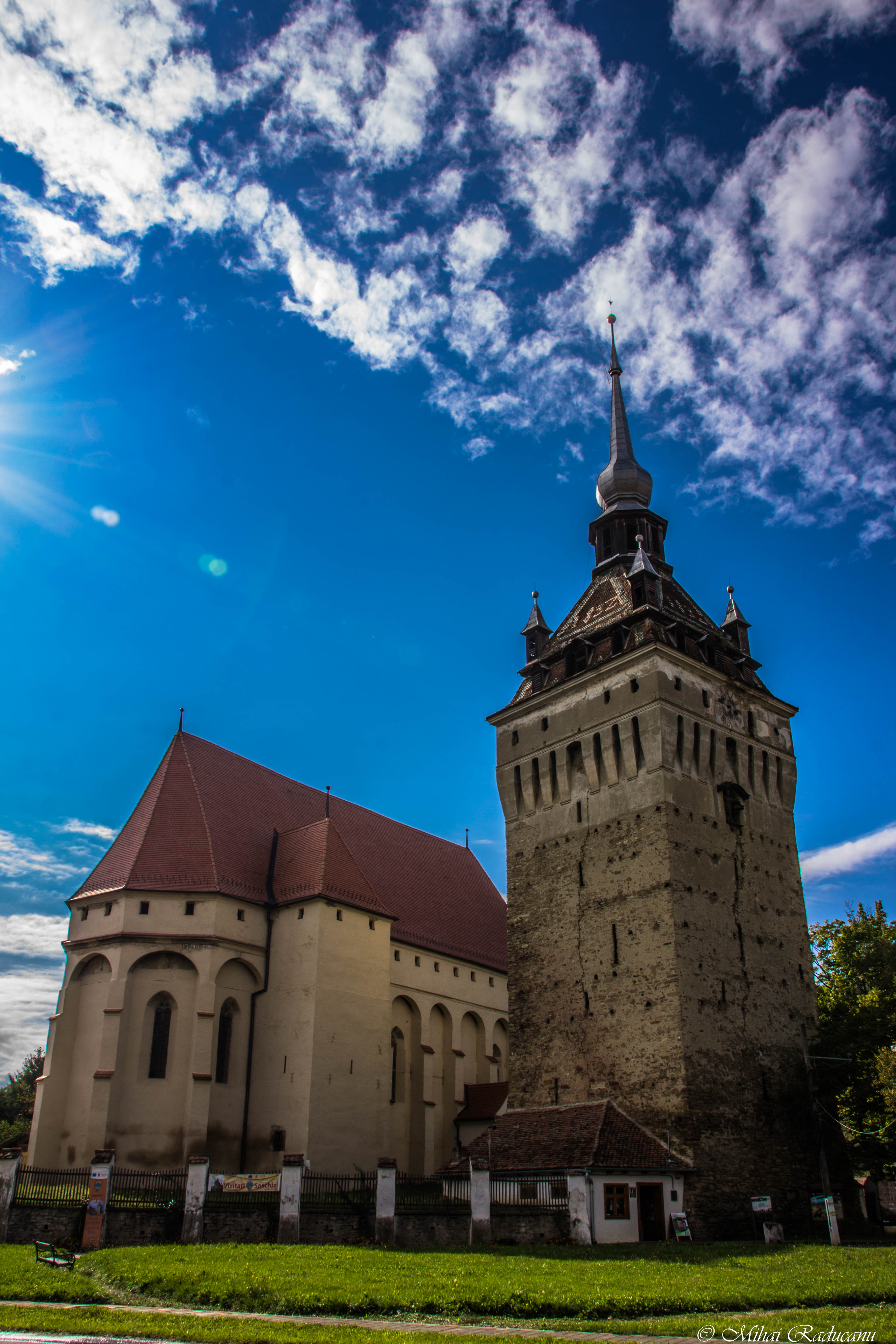
Kirchenburg Keisd
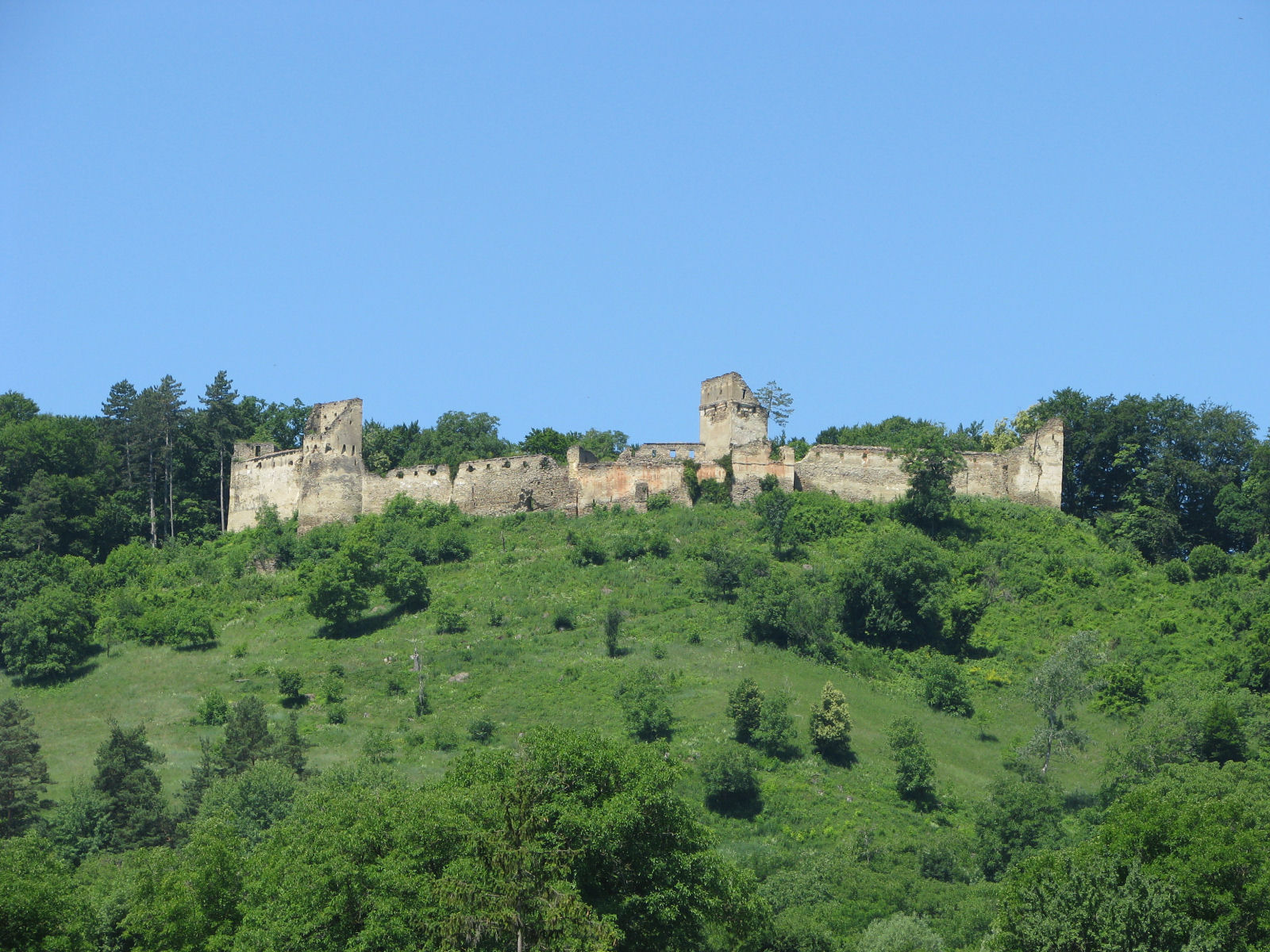
Blick auf die Keisder Burg